# 25-ös busz (Salgótarján)
A salgótarjáni 25-ös jelzésű autóbusz egy körjárati jellegű autóbusz-viszonylat volt, amely egy vonalra fűzte fel Idegért és a Forgáchtelepet. Az induló és érkező állomása a Helyi autóbusz-állomás volt, innen indult el a körre amelynek útvonala változó volt.
A járatok menetideje 42 perc volt.

## Története
A Forgáchtelep tömegközlekedésének ellátását 1997.október 1. előtt a 2-es busz látta el. 1997.október 1-től azonban új hálózat került kialakításra aminek nem volt része a 2-es busz. Pótlására kellett egy új járat. A 2A sűrítése nem volt lehetséges, mivel Somlyóbányára nem volt akkora igény, hogy további buszjáratokat vezessenek be. A legkézenfekvőbbnek, az 5-ös busszal való összevonás bizonyult, az 5-ös járatainak nagy részének felhasználásával. Így 1997. október 1-től bevezették a 25-ös buszt. Az új buszjárat a Helyi autóbusz-állomás – Idegér – Forgáchtelep – Idegér – Helyi autóbusz-állomás útvonalon járt.
Előfordultak olyan változatai is amelyek hosszabb útvonalon, Somlyóbányáig közlekedtek. Ezen járatok része
Később egy új útvonalváltozatot is kapott, amely ugyanúgy a  Helyi autóbusz-állomásról indult, és a Helyi autóbusz-állomásra érkezett, azonban a Forgáchtelep – Idegér – Forgáchtelep útvonalon járta le a köreit. Ez ugyanúgy 25-ös jelzéssel közlekedett, azonban, hogy könnyebb legyen megkülönböztetni az indulásait alapjárati 25-től 25* jelzéssel látták el a menetrendben. 2007-től a számozása is módosult, ekkortól közlekedik 25A jelzéssel.
2012.február 4-én új menetrendet vezettek be, amely során jelentős járatritkításokat hajtottak végre. Több járat és viszonylat mellett a 25-ös és a 25A is megszűnt, 2012.február 3-án közlekedtek a járatok utoljára.

## Útvonala
| Helyi autóbusz-állomás felé: |
| --- |
| Helyi autóbusz-állomás – Rákóczi út – Bem utca – Kővár út – Bereczki Máté út – Karancs út – Kővár út – Bem utca – Rákóczi út – Forgách Antal út – Vasvári Pál út – Vasvári Pál út – Forgách Antal út – Rákóczi út – Bem utca – Kővár út – Bereczki Máté út – Karancs út – Kővár út – Bem utca – Rákóczi út – Helyi autóbusz-állomás |

## Betétjáratok
25A
25A jelzéssel a Helyi autóbusz-állomás – Forgáchtelep – Idegér – Forgáchtelep – Helyi autóbusz-állomás útvonalon közlekedtek járatok. 2007 óta rendelkezik ezzel a jelzéssel. Hasonlóan az alapjárati 25-ös, 2012.február 3-án szűnt meg